# Convocazioni al campionato europeo maschile di pallavolo 2023
Elenco dei giocatori convocati per il campionato europeo 2023.

## Belgio
| N° | Nome                 | Ruolo | Data di nascita  | Squadra     |
| -- | -------------------- | ----- | ---------------- | ----------- |
| -  | Emanuele Zanini      | All   | 15 aprile 1965   | -           |
| 1  | Jolan Cox            | O     | 12 luglio 1991   | Maaseik     |
| 3  | Sam Deroo            | S     | 29 aprile 1992   | Zenit-Kazan |
| 4  | Stijn D'Hulst        | P     | 24 aprile 1991   | Roeselare   |
| 8  | Matthijs Verhanneman | S     | 8 dicembre 1988  | Roeselare   |
| 9  | Wout D'Heer          | C     | 26 aprile 2001   | Trentino    |
| 10 | Mathijs Desmet       | S     | 28 gennaio 2000  | Padova      |
| 11 | Seppe Van Hoyweghen  | P     | 7 ottobre 2000   | Menen       |
| 12 | Seppe Rotty          | S     | 12 marzo 2001    | Roeselare   |
| 13 | Elias Thys           | C     | 20 ottobre 1998  | Maaseik     |
| 14 | Jelle Ribbens        | L     | 17 marzo 1992    | Fréjus      |
| 20 | Robbe Van de Velde   | S     | 28 ottobre 2002  | Aalst       |
| 23 | Ferre Reggers        | O     | 18 luglio 2003   | Maaseik     |
| 26 | Martin Perin         | L     | 22 novembre 2002 | Maaseik     |
| 33 | Michiel Fransen      | S     | 29 ottobre 2002  | Avoc Achel  |

## Bulgaria
| N° | Nome                | Ruolo | Data di nascita   | Squadra               |
| -- | ------------------- | ----- | ----------------- | --------------------- |
| -  | Plamen Konstantinov | All   | 14 giugno 1973    | Lokomotiv Novosibirsk |
| 1  | Georgi Bratoev      | P     | 21 ottobre 1987   | Deja                  |
| 3  | Nikolaj Kolev       | C     | 16 dicembre 1997  | Narbonne              |
| 4  | Martin Atanasov     | S     | 27 settembre 1996 | Ziraat Bankası        |
| 5  | Svetoslav Gocev     | C     | 31 agosto 1990    | Levski Sofia          |
| 8  | Asparuh Asparuhov   | S     | 28 luglio 2000    | Padova                |
| 9  | Georgi Seganov      | P     | 10 giugno 1993    | Katowice              |
| 11 | Aleks Grozdanov     | C     | 28 marzo 1998     | Verona                |
| 13 | Teodor Salparov     | L     | 16 agosto 1982    | Hebăr                 |
| 17 | Nikolaj Penčev      | S     | 22 maggio 1992    | Epicentr-Podoljany    |
| 19 | Cvetan Sokolov      | O     | 31 dicembre 1989  | Dinamo Mosca          |
| 20 | Denis Karjagin      | S     | 28 settembre 2002 | Spacer's Toulouse     |
| 21 | Simeon Dobrev       | L     | 15 aprile 2001    | Neftohimik            |
| 23 | Aleksandăr Nikolov  | S     | 30 novembre 2003  | Lube                  |
| 24 | Ilija Petkov        | C     | 10 ottobre 1996   | Hebăr                 |

## Croazia
| N° | Nome               | Ruolo | Data di nascita  | Squadra            |
| -- | ------------------ | ----- | ---------------- | ------------------ |
| -  | Cédric Énard       | All   | 20 marzo 1976    | Charlottenburg     |
| 1  | Tsimafei Zhukouski | P     | 18 dicembre 1989 | Stal Nysa          |
| 3  | Stipe Perić        | C     | 7 maggio 1997    | Garlasco           |
| 4  | Kruno Nikačević    | C     | 11 gennaio 1996  | Dukla Liberec      |
| 6  | Bernard Bakonji    | P     | 28 novembre 1997 | Almería            |
| 7  | Marko Sedlaček     | S     | 29 luglio 1996   | Top Volley Latina  |
| 8  | Sven Jakopec       | C     | 27 febbraio 2005 | HAOK Mladost       |
| 9  | Tino Hanžič        | S     | 24 ottobre 2000  | Lupi Santa Croce   |
| 10 | Filip Šestan       | S     | 6 giugno 1995    | ACH Volley         |
| 11 | Petar Đirlić       | O     | 27 maggio 1997   | Police             |
| 13 | Hrvoje Pervan      | L     | 8 dicembre 1994  | HAOK Mladost       |
| 14 | Marino Marelić     | S     | 16 ottobre 1995  | Saint-Nazaire      |
| 17 | Ivan Mihalj        | C     | 23 novembre 1990 | CSKA Sofia         |
| 19 | Ivan Zeljković     | S     | 31 agosto 1994   | HAOK Mladost       |
| 23 | Ivan Raič          | O     | 3 giugno 1989    | Epicentr-Podoljany |

## Danimarca
| N° | Nome               | Ruolo | Data di nascita   | Squadra          |
| -- | ------------------ | ----- | ----------------- | ---------------- |
| -  | Kristian Knudsen   | All   | 1º agosto 1979    | Volero Le Cannet |
| 1  | Nikolaj Hjorth     | S     | 13 marzo 1998     | Fortuna Odense   |
| 5  | Joachim Hesselholt | C     | 5 novembre 2001   | Salonit Anhovo   |
| 6  | Rasmus Mikelsons   | C     | 2 maggio 1998     | Gentofte         |
| 7  | Alfred Østergaard  | L     | 10 settembre 2002 | Ikast            |
| 8  | Axel Jacobsen      | P     | 10 luglio 1984    | Panathīnaïkos    |
| 9  | Rasmus Nielsen     | O     | 22 maggio 1994    | M&G              |
| 10 | Tobias Kjær        | S     | 17 luglio 1999    | Limax            |
| 11 | Mikkel Hoff        | P     | 15 ottobre 2001   | Aalst            |
| 13 | Simon Andersen     | C     | 20 aprile 1997    | Kladno           |
| 14 | Ulrik Dahl         | O     | 18 novembre 2000  | Avoc Achel       |
| 18 | Simon Uhrenholt    | O     | 17 giugno 2004    | Ikast            |
| 19 | Axel Larsen        | S     | 18 agosto 2004    | Amager           |
| 21 | Mads Jensen        | O     | 24 aprile 1999    | Verona           |
| 22 | Oskar Madsen       | S     | 17 gennaio 2000   | Lvi Praha        |

## Estonia
| N° | Nome           | Ruolo | Data di nascita   | Squadra         |
| -- | -------------- | ----- | ----------------- | --------------- |
| -  | Alar Rikberg   | All   | 11 agosto 1981    | Duo             |
| 1  | Henri Treial   | C     | 28 maggio 1992    | Maaseik         |
| 2  | Renet Vanker   | P     | 22 settembre 1998 | Maaseik         |
| 3  | Karli Allik    | S     | 25 settembre 1996 | Vammalan        |
| 6  | Martti Juhkami | S     | 6 giugno 1988     | Karlovarsko     |
| 7  | Renee Teppan   | O     | 26 settembre 1993 | Będzin          |
| 8  | Märt Tammearu  | S     | 17 marzo 2001     | Roeselare       |
| 9  | Robert Täht    | S     | 15 agosto 1993    | Amigos do Vôlei |
| 10 | Silver Maar    | L     | 11 febbraio 1999  | Dukla Liberec   |
| 11 | Oliver Venno   | O     | 23 maggio 1990    | Al-Rayyan       |
| 13 | Johan Vahter   | L     | 19 novembre 1995  | TalTech         |
| 17 | Timo Tammemaa  | C     | 18 novembre 1991  | Czarni Radom    |
| 19 | Andri Aganits  | C     | 7 settembre 1993  | TalTech         |
| 22 | Markkus Keel   | P     | 18 agosto 1995    | Duo             |
| 30 | Marx Aru       | C     | 8 novembre 2002   | TalTech         |

## Finlandia
| N° | Nome              | Ruolo | Data di nascita  | Squadra            |
| -- | ----------------- | ----- | ---------------- | ------------------ |
| -  | Joel Banks        | All   | 3 aprile 1975    | -                  |
| 2  | Eemi Tervaportti  | P     | 26 luglio 1989   | Jastrzębski Węgiel |
| 3  | Jiri Hänninen     | S     | 12 maggio 1998   | Menen              |
| 7  | Niko Suihkonen    | S     | 11 aprile 1999   | Plessis-Robinson   |
| 8  | Voitto Köykkä     | L     | 9 luglio 1999    | Giesen             |
| 10 | Luka Marttila     | S     | 30 giugno 2003   | Milano             |
| 11 | Miika Haapaniemi  | C     | 6 febbraio 2004  | Hurrikaani-Loimaa  |
| 12 | Aaro Nikula       | O     | 23 marzo 1999    | Benfica            |
| 13 | Joonas Jokela     | O     | 12 dicembre 1998 | Raision Loimu      |
| 14 | Nuutti Niinivaara | C     | 29 luglio 1998   | Karelian Hurmos    |
| 16 | Samuli Kaislasalo | C     | 3 agosto 1995    | Orion              |
| 19 | Niklas Breilin    | S     | 8 settembre 1999 | VDK Gent           |
| 21 | Fedor Ivanov      | P     | 1º dicembre 2000 | Giesen             |
| 22 | Alexej Zhbankov   | C     | 18 luglio 2003   | Savo               |
| 23 | Sakari Mäkinen    | S     | 19 gennaio 1995  | Vammalan           |

## Francia
| N° | Nome                  | Ruolo | Data di nascita  | Squadra               |
| -- | --------------------- | ----- | ---------------- | --------------------- |
| -  | Andrea Giani          | All   | 22 aprile 1970   | Modena                |
| 1  | Barthélémy Chinenyeze | C     | 28 febbraio 1998 | Lube                  |
| 2  | Jenia Grebennikov     | L     | 13 agosto 1990   | Zenit San Pietroburgo |
| 4  | Jean Patry            | O     | 27 dicembre 1996 | Powervolley Milano    |
| 6  | Benjamin Toniutti     | P     | 30 ottobre 1989  | Jastrzębski Węgiel    |
| 7  | Kévin Tillie          | S     | 2 novembre 1990  | Projekt Warszawa      |
| 9  | Earvin N'Gapeth       | S     | 12 febbraio 1991 | Modena                |
| 11 | Antoine Brizard       | P     | 22 maggio 1994   | You Energy            |
| 12 | Stéphen Boyer         | O     | 10 aprile 1996   | Jastrzębski Węgiel    |
| 14 | Nicolas Le Goff       | C     | 15 febbraio 1992 | Montpellier           |
| 16 | Daryl Bultor          | C     | 17 novembre 1995 | Tourcoing             |
| 17 | Trévor Clévenot       | S     | 28 giugno 1994   | Jastrzębski Węgiel    |
| 19 | Yacine Louati         | S     | 4 marzo 1992     | Fenerbahçe            |
| 23 | Timothée Carle        | S     | 30 novembre 1995 | Charlottenburg        |
| 25 | Quentin Jouffroy      | C     | 5 luglio 1993    | Narbonne              |

## Germania
| N° | Nome             | Ruolo | Data di nascita   | Squadra           |
| -- | ---------------- | ----- | ----------------- | ----------------- |
| -  | Michał Winiarski | All   | 28 settembre 1983 | Warta Zawiercie   |
| 1  | Christian Fromm  | S     | 15 agosto 1990    | Foinikas Syro     |
| 2  | Johannes Tille   | P     | 7 maggio 1997     | Charlottenburg    |
| 3  | Denys Kaliberda  | S     | 24 giugno 1990    | Top Volley Latina |
| 5  | Moritz Reichert  | S     | 15 marzo 1995     | Tourcoing         |
| 9  | György Grozer    | O     | 27 novembre 1984  | Milano            |
| 10 | Julian Zenger    | L     | 26 agosto 1997    | Padova            |
| 11 | Lukas Kampa      | P     | 29 novembre 1986  | Trefl Gdańsk      |
| 12 | Anton Brehme     | C     | 10 agosto 1999    | Charlottenburg    |
| 13 | Ruben Schott     | S     | 8 luglio 1994     | Charlottenburg    |
| 14 | Moritz Karlitzek | S     | 12 agosto 1996    | AZS Olsztyn       |
| 18 | Florian Krage    | C     | 11 gennaio 1997   | Cuprum Lubin      |
| 19 | Erik Röhrs       | S     | 24 aprile 2001    | Dürener           |
| 21 | Tobias Krick     | C     | 22 ottobre 1998   | Modena            |
| 25 | Lukas Maase      | C     | 28 agosto 1998    | Lüneburg          |

## Grecia
| N° | Nome                    | Ruolo | Data di nascita   | Squadra           |
| -- | ----------------------- | ----- | ----------------- | ----------------- |
| -  | Dante Boninfante        | All   | 7 marzo 1977      | Prata             |
| 1  | Aristeidīs Chandrinos   | L     | 20 novembre 2002  | Milōn             |
| 7  | Giōrgos Petreas         | C     | 19 novembre 1986  | Panathīnaïkos     |
| 8  | Giōrgos Tzioumakas      | O     | 23 gennaio 1995   | OFĪ Creta         |
| 9  | Menelaos Kokkinakīs     | L     | 11 gennaio 1993   | PAOK              |
| 10 | Rafaīl Koumentakīs      | S     | 5 maggio 1993     | Olympiakos        |
| 11 | Dīmītrīs Mouchlias      | O     | 17 maggio 2001    | Hawaii            |
| 12 | Thodōrīs Voulkidīs      | C     | 30 marzo 1996     | PAOK              |
| 14 | Markos Galiōtos         | P     | 23 agosto 1996    | Foinikas Syro     |
| 15 | Alexandros Raptīs       | S     | 16 febbraio 2000  | PAOK              |
| 18 | Apostolos Petsias       | P     | 29 luglio 2003    | Pīgasos Polichnīs |
| 21 | Mitar Đurić             | C     | 25 aprile 1989    | Foinikas Syro     |
| 22 | Dīmosthenīs Linardos    | C     | 14 febbraio 1997  | Olympiakos        |
| 23 | Spyridōn Chakas         | S     | 23 settembre 2002 | Hawaii            |
| 77 | Athanasios Prōtopsaltīs | S     | 12 settembre 1993 | Maaseik           |

## Israele
| N° | Nome              | Ruolo | Data di nascita   | Squadra              |
| -- | ----------------- | ----- | ----------------- | -------------------- |
| -  | Itamar Stein      | All   | 12 febbraio 1983  | -                    |
| 2  | Ariel Katzenelson | P     | 9 settembre 1993  | Maccabi Hod HaSharon |
| 3  | Tamir Hershko     | S     | 19 luglio 1993    | Hapoël Kfar Saba     |
| 4  | Shay Liberman     | S     | 17 ottobre 2005   | Wingate              |
| 5  | Adir Ben Shloosh  | L     | 16 novembre 2004  | Maccabi Ashdod       |
| 7  | Iliya Goldrin     | S     | 28 aprile 1995    | Näfels               |
| 9  | Guy Genis         | C     | 6 maggio 1999     | UC Los Angeles       |
| 10 | Noam Ariel        | P     | 6 ottobre 2000    | -                    |
| 11 | Nikita Maron      | C     | 12 luglio 2005    | Maccabi Tel Aviv     |
| 12 | Ofeck Hazan       | C     | 19 marzo 2003     | Hapoël Mateh Asher   |
| 13 | Omri Roitman      | L     | 13 settembre 1999 | Hapoël Mateh Asher   |
| 16 | Ido David         | O     | 2 agosto 2000     | UC Los Angeles       |
| 17 | Ilay Haver        | S     | 30 dicembre 2002  | Hapoël Mateh Asher   |
| 18 | Genadi Sokolov    | C     | 14 maggio 1992    | Maccabi Tel Aviv     |
| 19 | Mark Rura         | S     | 23 gennaio 2006   | Wingate              |

## Italia
| N° | Nome                   | Ruolo | Data di nascita  | Squadra            |
| -- | ---------------------- | ----- | ---------------- | ------------------ |
| -  | Ferdinando De Giorgi   | All   | 10 ottobre 1961  | -                  |
| 5  | Alessandro Michieletto | S     | 5 dicembre 2001  | Trentino           |
| 6  | Simone Giannelli       | P     | 9 agosto 1996    | Sir Safety Perugia |
| 7  | Fabio Balaso           | L     | 20 ottobre 1995  | Lube               |
| 8  | Riccardo Sbertoli      | P     | 23 maggio 1998   | Trentino           |
| 10 | Leonardo Scanferla     | L     | 4 dicembre 1998  | You Energy         |
| 12 | Mattia Bottolo         | S     | 3 gennaio 2000   | Lube               |
| 14 | Gianluca Galassi       | C     | 24 luglio 1997   | Milano             |
| 15 | Daniele Lavia          | S     | 4 novembre 1999  | Trentino           |
| 16 | Yuri Romanò            | O     | 26 luglio 1997   | You Energy         |
| 19 | Roberto Russo          | C     | 23 febbraio 1997 | Sir Safety Perugia |
| 20 | Tommaso Rinaldi        | S     | 9 novembre 2001  | Modena             |
| 23 | Alessandro Bovolenta   | O     | 27 maggio 2004   | Porto Robur Costa  |
| 28 | Giovanni Sanguinetti   | C     | 14 aprile 2000   | Modena             |
| 30 | Leandro Mosca          | C     | 5 settembre 2000 | Verona             |

## Macedonia del Nord
| N° | Nome               | Ruolo | Data di nascita   | Squadra          |
| -- | ------------------ | ----- | ----------------- | ---------------- |
| -  | Joško Milenkoski   | All   | 9 gennaio 1962    | PAOK             |
| 1  | Darko Angelovski   | L     | 4 febbraio 1994   | -                |
| 2  | Ǵorǵi Ǵorǵiev      | P     | 22 maggio 1992    | Hatay BB         |
| 3  | Toshe Efremov      | S     | 11 settembre 2007 | -                |
| 4  | Nikola Ǵorǵiev     | S     | 23 luglio 1988    | ACH Volley       |
| 5  | Vlado Milev        | S     | 9 maggio 1987     | Strumica         |
| 7  | Slave Nakov        | C     | 25 agosto 1994    | Strumica         |
| 8  | Aleksandar Ljaftov | S     | 15 agosto 1990    | Al-Ibtisam       |
| 9  | Filip Lepidovski   | C     | 5 dicembre 2002   | Borec Veles      |
| 11 | Filip Despotovski  | P     | 2 luglio 1986     | Strumica         |
| 15 | Filip Madjunkov    | C     | 18 marzo 1996     | Aich/Dob         |
| 16 | Stojan Iliev       | S     | 3 marzo 1999      | Hapoël Kfar Saba |
| 17 | Luka Kostikj       | S     | 12 ottobre 2001   | Borec Veles      |
| 19 | Kostadin Richliev  | L     | 21 marzo 2000     | Strumica         |
| 20 | Filip Savovski     | C     | 4 febbraio 2002   | Novi Sad         |

## Montenegro
| N° | Nome              | Ruolo | Data di nascita  | Squadra                |
| -- | ----------------- | ----- | ---------------- | ---------------------- |
| -  | Ivan Joksimović   | All   | 27 maggio 1974   | -                      |
| 1  | Aleksandar Minić  | O     | 1º novembre 1996 | Jakarta Pertamina      |
| 3  | Luka Babić        | C     | 7 luglio 1994    | Surabaya BIN Samator   |
| 4  | Ivan Zvicer       | S     | 5 agosto 1998    | Al-Jazira              |
| 6  | Vojin Ćaćić       | S     | 31 marzo 1990    | Friedrichshafen        |
| 8  | Marko Joksimović  | P     | 9 ottobre 2002   | -                      |
| 9  | Marko Bojić       | S     | 13 novembre 1988 | Al-Nassr               |
| 10 | Milan Rovčanin    | L     | 3 luglio 2003    | Jedinstvo Bijelo Polje |
| 12 | Jovan Delić       | L     | 28 marzo 1993    | Maccabi Hod HaSharon   |
| 13 | Blažo Milić       | C     | 22 novembre 1987 | Maccabi Hod HaSharon   |
| 14 | Bojan Strugar     | O     | 30 giugno 1995   | Budućnost Podgorica    |
| 15 | Đorđe Jovović     | O     | 15 ottobre 2001  | Triglav Kranj          |
| 17 | Nikola Đurović    | C     | 10 giugno 2006   | Jedinstvo Bijelo Polje |
| 22 | Danilo Dubak      | P     | 4 ottobre 2002   | Budućnost Podgorica    |
| 24 | Rastko Milenković | P     | 21 febbraio 2004 | Budva                  |

## Paesi Bassi
| N° | Nome                 | Ruolo | Data di nascita   | Squadra            |
| -- | -------------------- | ----- | ----------------- | ------------------ |
| -  | Roberto Piazza       | All   | 29 gennaio 1968   | Powervolley Milano |
| 1  | Siebe Korenblek      | C     | 23 febbraio 2002  | Talent Team        |
| 2  | Wessel Keemink       | P     | 29 maggio 1993    | Karlovarsko        |
| 3  | Maarten van Garderen | S     | 24 gennaio 1990   | Emma Villas        |
| 4  | Thijs ter Horst      | S     | 18 settembre 1991 | KEPCO Vixtorm      |
| 6  | Sil Meijs            | P     | 13 marzo 2002     | Dynamo Apeldoorn   |
| 7  | Gijs Jorna           | S     | 30 maggio 1989    | PAOK               |
| 8  | Fabian Plak          | C     | 23 luglio 1997    | Chaumont           |
| 11 | Jeffrey Klok         | L     | 29 ottobre 1998   | Lycurgus           |
| 12 | Bennie Tuinstra      | S     | 12 settembre 2000 | Ziraat Bankası     |
| 14 | Nimir Abdel-Aziz     | O     | 5 febbraio 1992   | Halkbank           |
| 16 | Wouter ter Maat      | O     | 7 maggio 1991     | Ziraat Bankası     |
| 17 | Michaël Parkinson    | C     | 23 novembre 1991  | Tours              |
| 18 | Robbert Andringa     | S     | 28 aprile 1990    | AZS Olsztyn        |
| 22 | Twan Wiltenburg      | C     | 20 gennaio 1997   | ZAKSA              |

## Polonia
| N° | Nome              | Ruolo | Data di nascita  | Squadra            |
| -- | ----------------- | ----- | ---------------- | ------------------ |
| -  | Nikola Grbić      | All   | 6 settembre 1973 | -                  |
| 3  | Jakub Popiwczak   | L     | 17 aprile 1996   | Jastrzębski Węgiel |
| 5  | Łukasz Kaczmarek  | O     | 29 giugno 1994   | ZAKSA              |
| 6  | Bartosz Kurek     | O     | 29 agosto 1988   | WolfDogs Nagoya    |
| 7  | Karol Kłos        | C     | 8 agosto 1989    | Skra Bełchatów     |
| 9  | Wilfredo León     | S     | 31 luglio 1993   | Sir Safety Perugia |
| 10 | Bartosz Bednorz   | S     | 25 luglio 1994   | ZAKSA              |
| 11 | Aleksander Śliwka | S     | 24 maggio 1995   | ZAKSA              |
| 12 | Grzegorz Łomacz   | P     | 1º ottobre 1987  | Skra Bełchatów     |
| 15 | Jakub Kochanowski | C     | 17 luglio 1997   | Asseco Resovia     |
| 16 | Kamil Semeniuk    | S     | 16 luglio 1999   | Sir Safety Perugia |
| 17 | Paweł Zatorski    | L     | 21 giugno 1990   | Asseco Resovia     |
| 19 | Marcin Janusz     | P     | 31 luglio 1994   | ZAKSA              |
| 21 | Tomasz Fornal     | S     | 31 agosto 1997   | Jastrzębski Węgiel |
| 99 | Norbert Huber     | C     | 14 agosto 1998   | ZAKSA              |

## Portogallo
| N° | Nome               | Ruolo | Data di nascita   | Squadra         |
| -- | ------------------ | ----- | ----------------- | --------------- |
| -  | João José          | All   | 7 giugno 1978     | -               |
| 1  | Miguel Sinfrónio   | C     | 18 marzo 1999     | Leixões         |
| 2  | José Belo          | C     | 5 dicembre 1999   | Leixões         |
| 3  | Gonçalo Sousa      | L     | 28 gennaio 2002   | Esmoriz         |
| 4  | Filip Cvetićanin   | C     | 16 giugno 1996    | SCM Zalău       |
| 5  | André Marques      | S     | 10 aprile 2000    | Castêlo da Maia |
| 6  | Alexandre Ferreira | S     | 13 novembre 1991  | Fenerbahçe      |
| 7  | Ivo Casas          | L     | 21 settembre 1991 | Benfica         |
| 8  | Tiago Violas       | P     | 27 marzo 1989     | Benfica         |
| 12 | Lourenço Martins   | S     | 30 aprile 1997    | Saint-Nazaire   |
| 13 | José Pinto         | O     | 21 giugno 1997    | Esmoriz         |
| 15 | Miguel Tavares     | P     | 2 marzo 1993      | Warta Zawiercie |
| 16 | Bruno Cunha        | O     | 18 agosto 1997    | Impavida Ortona |
| 17 | José Andrade       | C     | 21 agosto 1999    | Esmoriz         |
| 18 | André Pereira      | S     | 10 settembre 2003 | Leixões         |

## Rep. Ceca
| N° | Nome               | Ruolo | Data di nascita  | Squadra            |
| -- | ------------------ | ----- | ---------------- | ------------------ |
| -  | Jiří Novák         | All   | 19 novembre 1974 | Karlovarsko        |
| 2  | Jan Hadrava        | O     | 3 giugno 1991    | Jastrzębski Węgiel |
| 3  | Daniel Pfeffer     | L     | 27 aprile 1990   | Karlovarsko        |
| 4  | Donovan Džavoronok | S     | 23 luglio 1997   | Trentino           |
| 5  | Adam Zajíček       | C     | 25 febbraio 1993 | Karlovarsko        |
| 6  | Milan Moník        | L     | 15 marzo 1988    | Lvi Praha          |
| 7  | Lukáš Trojanowicz  | C     | 4 luglio 2000    | Příbram            |
| 11 | Lukáš Vašina       | S     | 6 luglio 1999    | Skra Bełchatów     |
| 12 | Martin Licek       | S     | 5 gennaio 1995   | České Budějovice   |
| 13 | Jan Galabov        | S     | 12 giugno 1996   | Chaumont           |
| 16 | Jiří Srb           | P     | 10 giugno 2000   | Ústí nad Labem     |
| 17 | Marek Šotola       | O     | 5 novembre 1999  | Charlottenburg     |
| 18 | Jakub Janouch      | P     | 13 giugno 1990   | Lvi Praha          |
| 20 | Petr Spulak        | C     | 1º maggio 2002   | Kladno             |
| 25 | Josef Polák        | C     | 11 febbraio 1999 | České Budějovice   |

## Romania
| N° | Nome               | Ruolo | Data di nascita   | Squadra               |
| -- | ------------------ | ----- | ----------------- | --------------------- |
| -  | Sergiu Stancu      | All   | 4 agosto 1982     | Arcada Galați         |
| 1  | Bela Bartha        | C     | 19 ottobre 2000   | Dinamo Bucarest       |
| 2  | Mircea Peța        | S     | 2 aprile 1994     | Steaua Bucarest       |
| 3  | Filip Constantin   | P     | 23 ottobre 1997   | Zalău                 |
| 4  | Sergio Diaconescu  | L     | 28 giugno 1996    | Universitatea Craiova |
| 5  | Daniel Chiţigoi    | S     | 10 marzo 2005     | Rapid Bucarest        |
| 6  | Claudiu Dumitru    | P     | 29 marzo 1995     | Steaua Bucarest       |
| 7  | Rareș Bălean       | S     | 8 luglio 1997     | Dinamo Bucarest       |
| 9  | Adrian Aciobăniţei | S     | 24 agosto 1997    | Chaumont              |
| 11 | Carol Kosinski     | L     | 29 settembre 2003 | Rapid Bucarest        |
| 12 | Marian Bala        | S     | 12 marzo 1990     | Arcada Galați         |
| 13 | Alexandru Rață     | O     | 11 luglio 2000    | Arcada Galați         |
| 15 | Andrei Butnaru     | C     | 9 febbraio 1998   | Arcada Galați         |
| 19 | Robert Călin       | C     | 1º settembre 2000 | Universitatea Craiova |
| 22 | Ștefan Lupu        | C     | 28 maggio 1994    | Universitatea Craiova |

## Serbia
| N° | Nome                    | Ruolo | Data di nascita  | Squadra               |
| -- | ----------------------- | ----- | ---------------- | --------------------- |
| -  | Igor Kolaković          | All   | 6 aprile 1965    | -                     |
| 2  | Uroš Kovačević          | S     | 6 maggio 1993    | Warta Zawiercie       |
| 3  | Milorad Kapur           | L     | 5 marzo 1991     | Partizan              |
| 7  | Petar Krsmanović        | C     | 1º giugno 1990   | Vojvodina             |
| 8  | Marko Ivović            | S     | 22 dicembre 1990 | Dinamo-LO             |
| 10 | Miran Kujundžić         | S     | 19 giugno 1997   | Ślepsk Suwałki        |
| 11 | Aleksa Batak            | P     | 18 gennaio 2000  | Partizan              |
| 12 | Pavle Perić             | S     | 8 luglio 1998    | Fenerbahçe            |
| 14 | Aleksandar Atanasijević | O     | 4 settembre 1991 | Skra Bełchatów        |
| 15 | Nemanja Mašulović       | C     | 5 ottobre 1995   | ACH Volley            |
| 16 | Dražen Luburić          | O     | 2 novembre 1993  | Lokomotiv Novosibirsk |
| 17 | Miloš Krsteski          | L     | 24 febbraio 1993 | Ribnica               |
| 18 | Marko Podraščanin       | C     | 29 agosto 1987   | Trentino              |
| 21 | Vuk Todorović           | P     | 23 aprile 1998   | ACH Volley            |
| 29 | Aleksandar Nedeljković  | C     | 27 ottobre 1997  | Friedrichshafen       |

## Slovenia
| N° | Nome             | Ruolo | Data di nascita   | Squadra            |
| -- | ---------------- | ----- | ----------------- | ------------------ |
| -  | Gheorghe Crețu   | All   | 8 agosto 1968     | -                  |
| 2  | Alen Pajenk      | C     | 23 aprile 1986    | Olympiakos         |
| 3  | Uroš Planinšič   | P     | 9 maggio 1998     | Kamnik             |
| 4  | Jan Kozamernik   | C     | 24 dicembre 1995  | Asseco Resovia     |
| 6  | Urban Toman      | L     | 21 ottobre 1997   | Budva              |
| 8  | Rok Bračko       | S     | 21 aprile 2004    | Maribor            |
| 9  | Dejan Vinčić     | P     | 15 settembre 1986 | Friedrichshafen    |
| 10 | Sašo Štalekar    | C     | 3 maggio 1996     | Charlottenburg     |
| 11 | Danijel Koncilja | C     | 4 settembre 1990  | ACH Volley         |
| 13 | Jani Kovačič     | L     | 14 giugno 1992    | ACH Volley         |
| 14 | Žiga Štern       | S     | 2 gennaio 1994    | Friedrichshafen    |
| 16 | Gregor Ropret    | P     | 1º marzo 1989     | Sir Safety Perugia |
| 17 | Tine Urnaut      | S     | 3 settembre 1988  | JTEKT Stings       |
| 18 | Klemen Čebulj    | S     | 21 febbraio 1992  | Asseco Resovia     |
| 19 | Rok Možič        | S     | 17 gennaio 2002   | Verona             |
| 20 | Nik Mujanović    | O     | 14 ottobre 2004   | Kamnik             |

## Spagna
| N° | Nome                 | Ruolo | Data di nascita   | Squadra         |
| -- | -------------------- | ----- | ----------------- | --------------- |
| -  | Miguel Rivera        | All   | 26 febbraio 1984  | -               |
| 1  | Jorge Almansa        | S     | 17 aprile 1991    | Guaguas         |
| 3  | Víctor Rodríguez     | S     | 21 settembre 1998 | Almería         |
| 6  | Borja Ruiz           | C     | 26 luglio 1992    | Guaguas         |
| 7  | Jordi Ramón          | S     | 9 luglio 1999     | Narbonne        |
| 10 | Daniel Ruiz          | L     | 28 giugno 1995    | Guaguas         |
| 12 | Jean Pascal Diedhiou | C     | 8 ottobre 1993    | Melilla         |
| 13 | Andrés Villena       | O     | 27 febbraio 1993  | KB Stars        |
| 14 | Miquel Àngel Fornés  | C     | 6 settembre 1993  | Maaseik         |
| 18 | Francisco Iribarne   | S     | 13 luglio 1998    | Giesen          |
| 20 | Álvaro Gimeno        | O     | 27 settembre 1999 | Saint-Nazaire   |
| 21 | César Martín         | P     | 18 dicembre 1995  | Manacor         |
| 24 | Ignacio Sánchez      | P     | 24 febbraio 1991  | Dinamo Bucarest |
| 27 | Alejandro Ribas      | C     | 27 maggio 2004    | Manacor         |
| 88 | Unai Larrañaga       | L     | 9 maggio 2000     | Melilla         |

## Svizzera
| N° | Nome                 | Ruolo | Data di nascita  | Squadra      |
| -- | -------------------- | ----- | ---------------- | ------------ |
| -  | Mario Motta          | All   | 21 novembre 1960 | -            |
| 2  | Peer Harksen         | P     | 30 dicembre 1995 | Lucerna      |
| 4  | Bruno Jukić-Sunarić  | S     | 11 maggio 1998   | Lucerna      |
| 5  | Luca Ulrich          | S     | 12 gennaio 1997  | Schönenwerd  |
| 6  | Reto Giger           | P     | 5 agosto 1991    | Schönenwerd  |
| 8  | Quentin Zeller       | S     | 29 marzo 1994    | Unterhaching |
| 12 | Linus Birchler       | C     | 4 marzo 1998     | Jona         |
| 13 | Simon Maag           | C     | 22 agosto 2001   | Jona         |
| 15 | Julian Weisigk       | O     | 16 febbraio 2000 | Paris        |
| 17 | Alexander Lengweiler | C     | 20 giugno 2001   | Lucerna      |
| 18 | Karim Zerika         | C     | 2 dicembre 1996  | Losanna UC   |
| 19 | Anes Perezić         | O     | 20 agosto 1999   | Graz         |
| 20 | Lars Migge           | S     | 28 maggio 2004   | Amriswil     |
| 21 | Jonas Peter          | L     | 21 gennaio 2003  | Lucerna      |
| 22 | Luca Müller          | L     | 8 maggio 1993    | Lucerna      |

## Turchia
| N° | Nome             | Ruolo | Data di nascita  | Squadra           |
| -- | ---------------- | ----- | ---------------- | ----------------- |
| -  | Alberto Giuliani | All   | 25 dicembre 1964 | Olympiakos        |
| 1  | Kaan Gürbüz      | O     | 16 agosto 2001   | Fenerbahçe        |
| 6  | Arda Bostan      | P     | 13 gennaio 2002  | Fenerbahçe        |
| 7  | Bedirhan Bülbül  | C     | 29 luglio 1999   | Ziraat Bankası    |
| 8  | Burutay Subaşı   | S     | 15 luglio 1990   | Arkas             |
| 9  | Mirza Lagumdžija | S     | 18 maggio 2001   | Arkas             |
| 10 | Arslan Ekşi      | P     | 17 luglio 1985   | Ziraat Bankası    |
| 11 | Yiğit Gülmezoğlu | S     | 28 dicembre 1995 | Halkbank          |
| 12 | Adis Lagumdžija  | O     | 29 marzo 1999    | Modena            |
| 14 | Faik Güneş       | C     | 27 maggio 1993   | Ziraat Bankası    |
| 15 | Marko Matić      | C     | 22 maggio 1995   | Halkbank          |
| 19 | Berkay Bayraktar | L     | 1º gennaio 1998  | Ziraat Bankası    |
| 20 | Efe Bayram       | S     | 1º marzo 2002    | Top Volley Latina |
| 53 | Volkan Döne      | L     | 19 febbraio 1987 | Halkbank          |
| 77 | Emre Savaş       | C     | 7 marzo 1995     | Fenerbahçe        |

## Ucraina
| N° | Nome                | Ruolo | Data di nascita  | Squadra            |
| -- | ------------------- | ----- | ---------------- | ------------------ |
| -  | Uģis Krastiņš       | All   | 16 maggio 1970   | Barkom-Kažany      |
| 1  | Tymofij Polujan     | S     | 10 gennaio 1998  | Akkuş              |
| 3  | Bohdan Mazenko      | C     | 18 maggio 1996   | Barkom-Kažany      |
| 5  | Oleh Plotnyc'kyj    | S     | 5 giugno 1997    | Sir Safety Perugia |
| 7  | Jurij Synycja       | P     | 22 agosto 1993   | Develi             |
| 9  | Volodymyr Ostapenko | C     | 28 luglio 1998   | Epicentr-Podoljany |
| 10 | Jurij Semenjuk      | C     | 12 maggio 1994   | Projekt Warszawa   |
| 11 | Dmytro Kanajev      | L     | 3 ottobre 1997   | Barkom-Kažany      |
| 12 | Serhii Yevstratov   | P     | 24 agosto 1993   | Epicentr-Podoljany |
| 13 | Vasyl' Tupčij       | O     | 13 gennaio 1992  | Barkom-Kažany      |
| 14 | Illja Koval'ov      | S     | 31 agosto 1996   | Cuprum Lubin       |
| 16 | Vitalii Kucher      | S     | 27 ottobre 1997  | Barkom-Kažany      |
| 17 | Oleksandr Boiko     | L     | 17 dicembre 2002 | Prometej           |
| 21 | Evhenii Kisiliuk    | S     | 27 gennaio 1995  | Epicentr-Podoljany |
| 27 | Vladyslav Shchurov  | C     | 27 aprile 2001   | Barkom-Kažany      |